# لورا يورجنسن
لورا يورجنسن (بالإنجليزية: Laura Jorgensen)‏ هي دراجة أمريكية، ولدت في 4 أغسطس 1986.

## وصلات خارجية
- لورا يورجنسن على موقع الاتحاد الدولي للدراجات (الإنجليزية)
- لورا يورجنسن على موقع أرشيف الدراجات (الإنجليزية)
- لورا يورجنسن على موقع إحصائيات الدراجات الإحترافية (الإنجليزية)
- لورا يورجنسن على موقع نسبة الدراجات (الإنجليزية)